# 庫伊瓦涅米

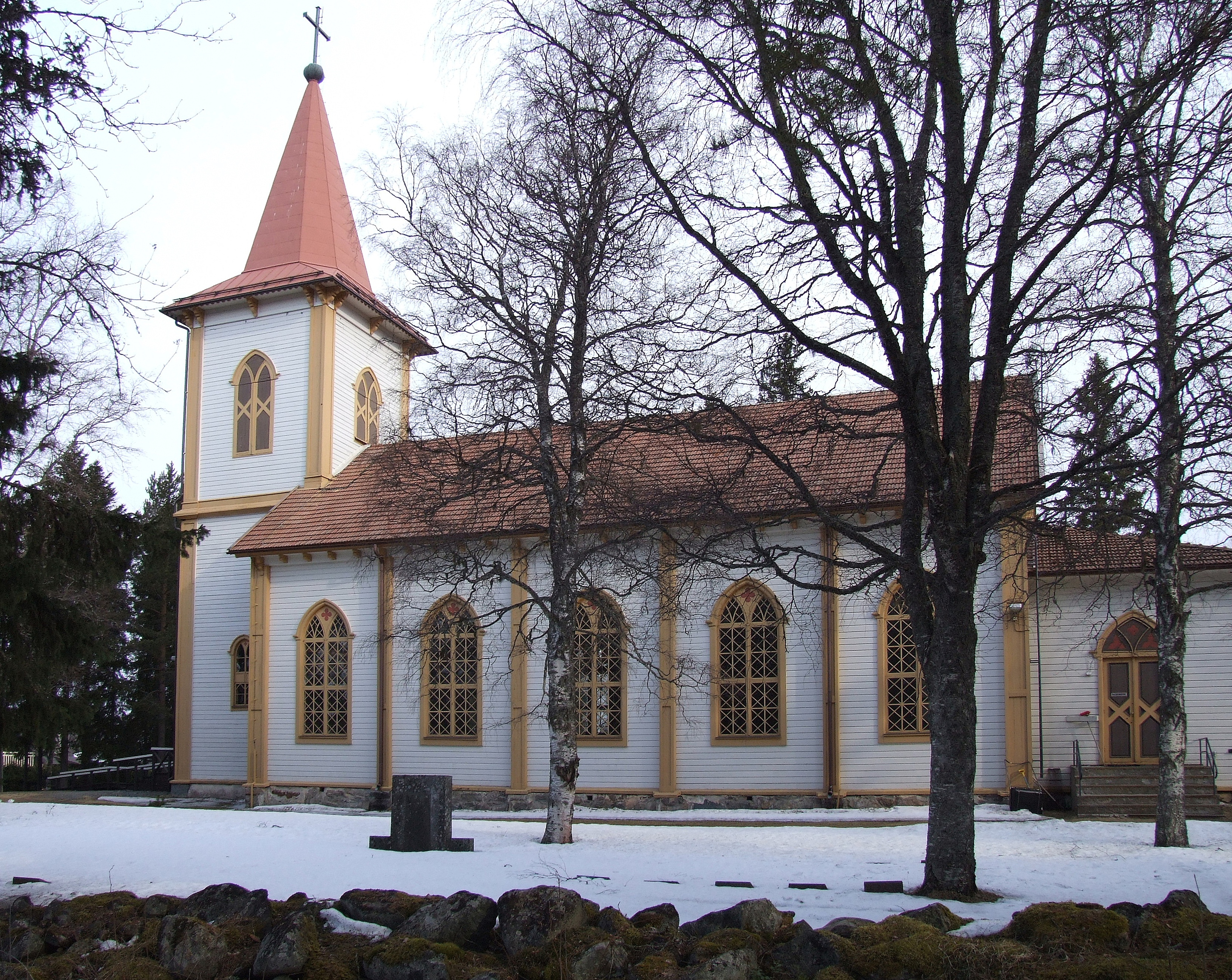
庫伊瓦涅米教堂

庫伊瓦涅米（芬蘭語：Kuivaniemi）是芬蘭北博滕區一个已废置的市镇，位於該國西部，始建於1867年，面積1,150平方公里，2006年人口1,977，人口密度為每平方公里2.13人。2007年并入伊镇。